# 電子專業製造服務

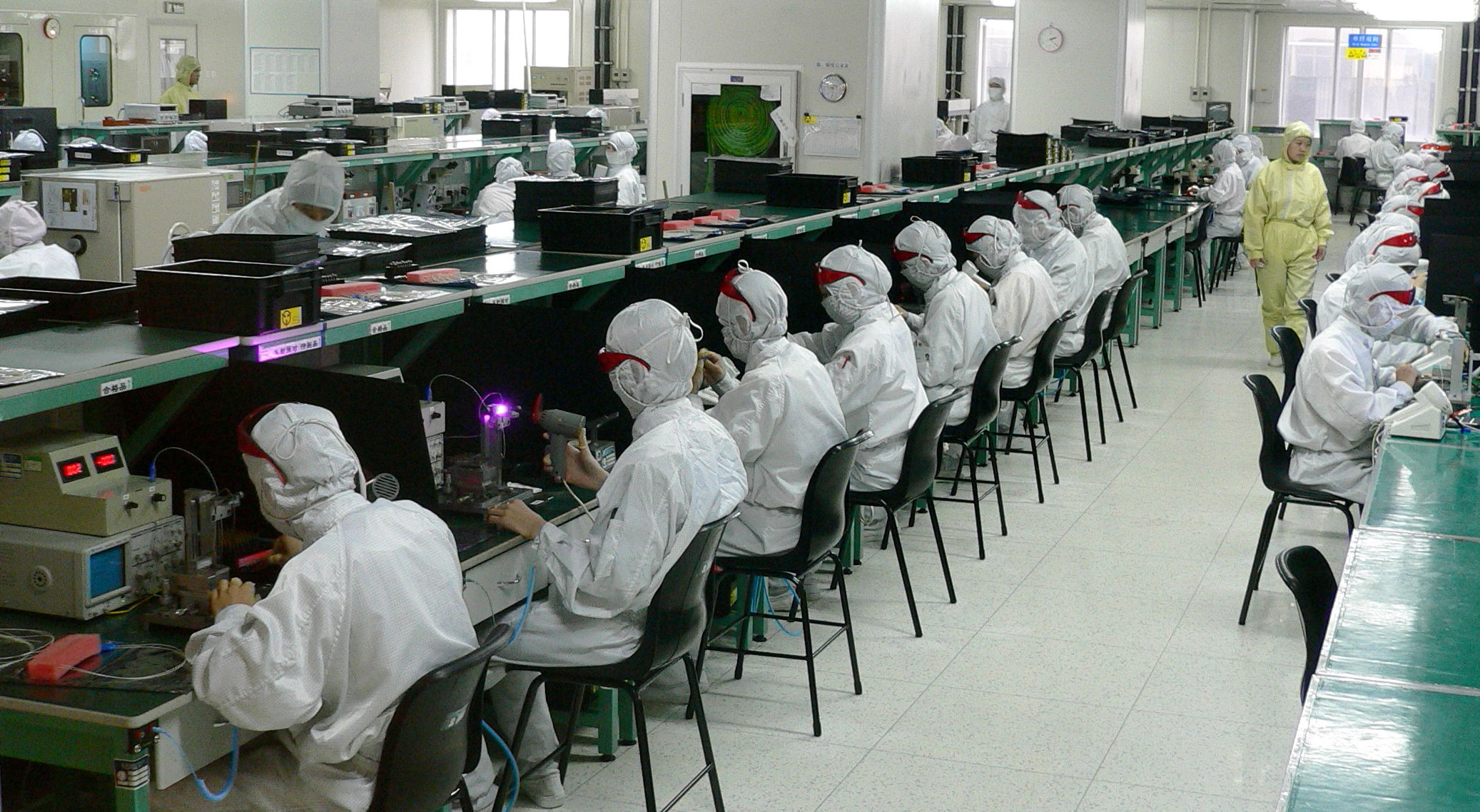
鴻海集團位於深圳市的電子代工廠房

電子專業製造服務（EMS，Electronic Manufacturing Services），亦稱ECM（Electronic Contract Manufacturing），中文又譯為專業電子代工服務。相對於傳統研發製造領域的ODM或OEM，兩者已經負責了產品設計服務與代工生產工作，更需要委託EMS廠商所提供的知識與管理的服務，例如存貨管理、供應鏈、合格檢查、後勤運輸，甚至提供產品維修等等雜項，整合完成整套製造業務的處理。
出于维护成本、原材料可获得性和制造速度等原因的考虑，很多消费电子品制造服务商都在中国建厂而不是美国。像是深圳、槟城州这样的城市已经成为消费电子品的生产中心，吸引了大量的消费电子品公司例如苹果公司。Apple Inc. 有一些公司例如伟创力和纬创集团，既作为ODM制造商制造产品又同时提供EMS服务。

## 历史
1970年代，旭电Solectron公司的创建创建标志着EMS行业模式的开始。在那个时代，大多数的大规模电子产品代工制造商的生产模式就是自行接單生产自行组装。像旭电这样新出现的公司、则提供了一种新的商业模式，这种模式更灵活，在人力资源上更具有柔性，能够支持小型公司运营小批量的业务。
EMS产业的商业模式，在于結合大规模的生产制造，大规模的原材料采购，整合工业设计知识和资源，创造附加价值，并提供售后维保维修服务。这种模式的出现，解放了原来的商业模式————为了生产制造而保持大量的库存活動；代工商可以專心製造，將進貨與管理、測試、維修更進一步外包，从而可以更好的应对越来越多，越来越突发的主要客户需求。
同时PCB电路板的表面安装技术Surface Mount Technology (SMT) 的模組化发展，为电子产品组装的外包提供了可能. 1990s年代开始大量的OEM厂商开始安装SMT生产线。
而传统的玩家例如SCI和Avex因为合同取消和变更的原因挣扎度日。在90年代中期，EMS概念的好处更加显性化，而OEM厂商开始把PCB装配的工作大规模的外包出去。到90年代末，2000年初，很多OEM厂商开始向EMS厂商销售他们的装备件，兩者漸漸走向合作来扩大市场份额。随着现金流的充足，EMS厂家进一步收购兼并小型的电子设备制造商，出现了比较强的市场合并的浪潮。

## 市场细分
EMS产业通常是按照收入水平来分为多层：
第1层: > 50亿美金
第2层: 5亿 到 50亿
第3层: 1亿 到 5亿
第4层: < 1亿

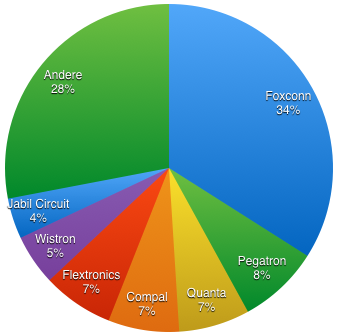
全球市场份额占有率（2017年)

当前来看上面的分层的规则也不是一个硬性的分类的规则；StepBeyond/EMSSinsider/CIRCUITS ASSEMBLY这些公司针对EMS产业的玩家也有特定的分类的规则。在上面4层之外，还有微型厂家（收入 < 5千万 $）；还有超巨型分类，特指的是富士康和伟创力。
针对EMS玩家还有一种2分类的方法，例如多样少量 (High Mix Low Volume) 和大量少样(High Volume Low Mix)。Mix泛指的是生产出来产品的复杂性或者是多样性；Volume指的是生产产品的产量；例如消费电子产品就是典型的大量少样的模式；而电子产品原型、医疗电子与机械这类产品就是典型的少量多样的电子产品。通常来说，少量多样的电子产品是由低层级的EMS服务提供商来制造的，泛指大量少样的电子产品由高层级的EMS服务提供上来制造。
在1990年代晚期，EMS厂家经常在一些高成本地区来收购资产。EMS厂家更大程度上关注PCB的制造，而把系统装备的工作留给其他的OEM玩家。EMS公司只关注ICT行业的产品，而看不起这个行业之外的产品。在近些年，EMS玩家开始把生产制造转移到低成本的地理位置；并且开始拥抱非传统ICT工业，包含消费电子，工业电子，医疗与仪器；并且增强了垂直行业的能力，工作内容也扩展到设计和ODM含系统装配，测试，交付与物流，维保，网络服务，软件和半导体设计与客户服务。
EMS也开始提供在产品开发概念阶段的设计咨询服务，包含机械，电子和软件设计辅助。 提供测试服务包含电路内测试、功能、环境、代理合规性分析和实验室测试服务。当前EMS服务提供商已经遍及全球，并且提供了多种多样的服务。这些EMS服务提供商在制造产品的能力和容量上各有不同，也面向不同的垂直细分的标准和行业的需求。